# Myriophyllum propinquum
Myriophyllum propinquum är en slingeväxtart som beskrevs av Allan Cunningham. Myriophyllum propinquum ingår i släktet slingor, och familjen slingeväxter. Inga underarter finns listade i Catalogue of Life.